# Aousserd (província)
Aousserd (em árabe: إقليم أوسرد, iqlīm Awsard) é uma província de Marrocos, localizada no território disputado do Saara Ocidental, pertencente administrativamente a região de Dakhla-Oued Ed Dahab. Possui uma superfície 61.370 km², e a sua população em 2014 era de 16.190 habitantes, tendo como capital a comuna de Aousserd.
Nota: A totalidade da região pertence ao Saara Ocidental, um território onde a legitimidade da administração marroquina não é reconhecida por muitos países nem pela Organização das Nações Unidas.[carece de fontes?]

## Organização Administrativa
Administrativamente a província divide-se em 1 município, 2 círculos que por sua vez se dividem em 5 comunas.

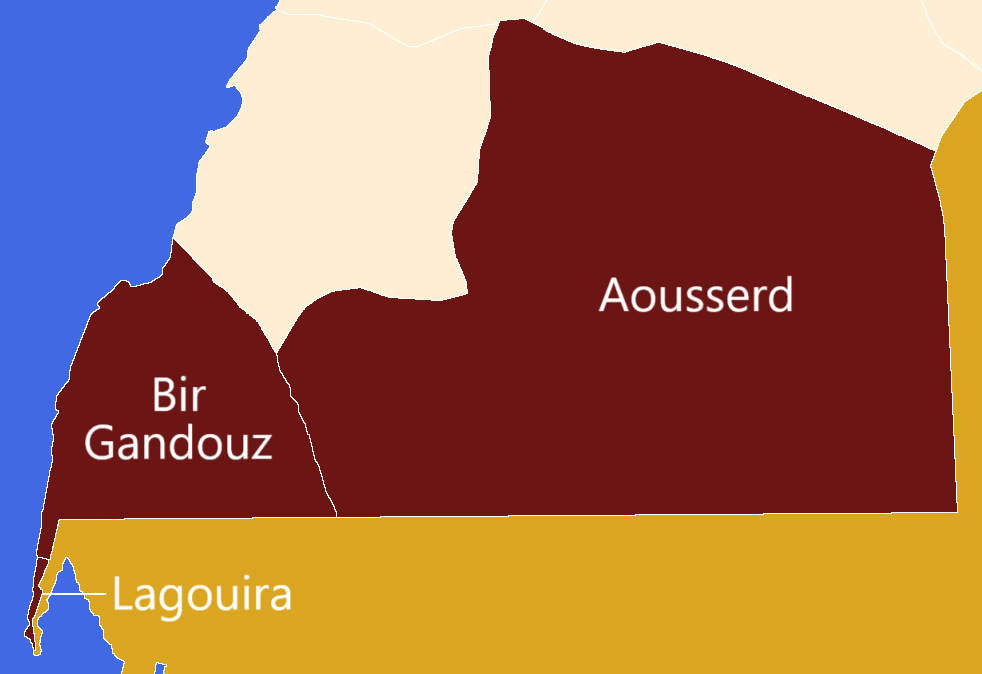
Os círculos e municípios da província.
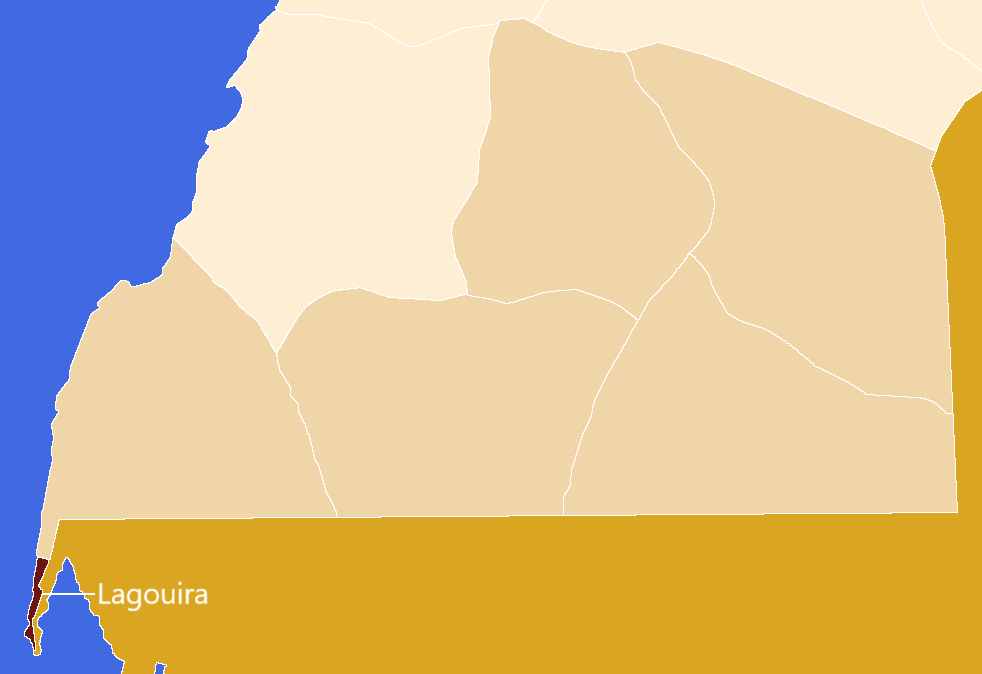
Os municípios da província.
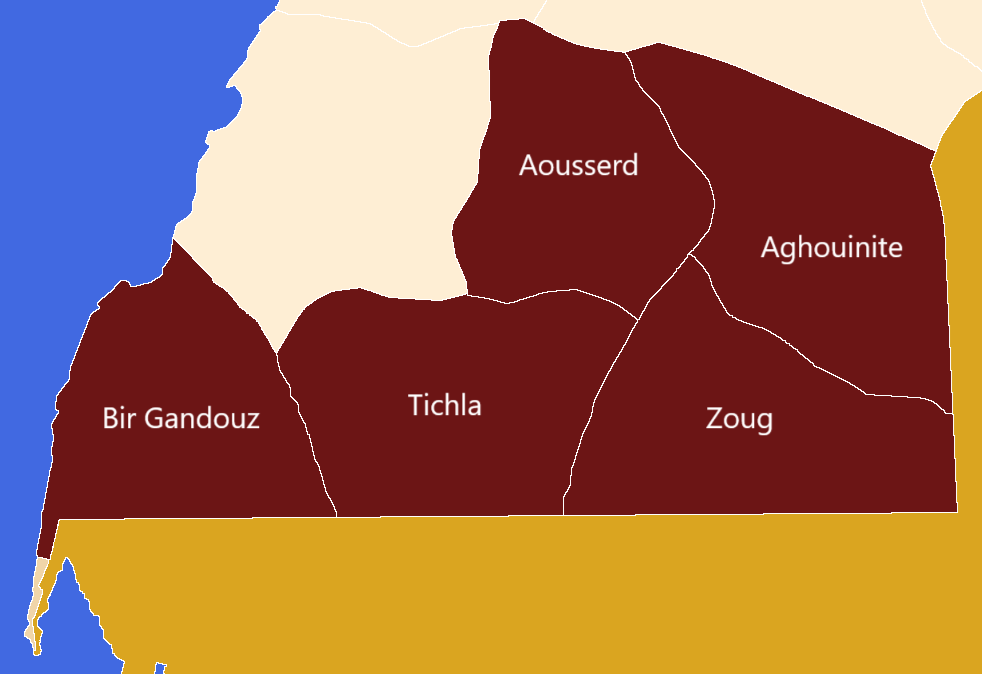
As comunas da província.

### Subdivisões administrativas
Nas áreas urbanas a província divide-se em municípios. Nas áreas rurais a província divide-se em comunas. As comunas contiguas constituem círculos.

#### Os municípios
As áreas urbanas da província constituem 1 município.
| Municípios | Área   | Habitantes | Habitantes | Habitantes | Habitantes | Habitantes | Habitantes | Habitantes |
| Municípios | em km² | 2014       | 2004       | 1974       | 1970       | 1967       | 1950       | 1940       |
| ---------- | ------ | ---------- | ---------- | ---------- | ---------- | ---------- | ---------- | ---------- |
| Lagouira * | 113    | 0          | 3 726      | 1 650      | 890        | 750        | 201        | 38         |

*Em 2014 o município estava localizado fora da área controlada pelas forças Marroquinas.

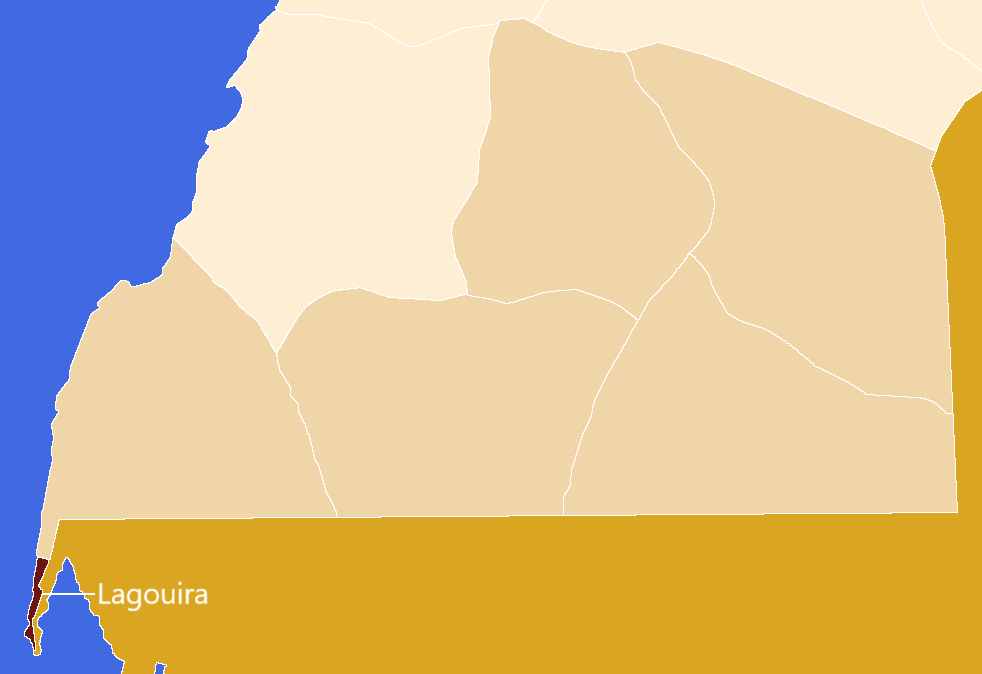
Localização do município de Lagouira, dentro da província.

#### Os círculos e as comunas
As áreas rurais da província constituem 5 comunas, agrupadas em 2 círculos.

##### Circulo de Aousserd
Círculo constituído por 4 comunas, tinha 11.565 habitantes em 2014.
| Comunas     | Área   | Habitantes | Habitantes | Habitantes |
| Comunas     | em km² | 2014       | 2004       | 1974       |
| ----------- | ------ | ---------- | ---------- | ---------- |
| Aghouinite* | 13 660 | 0          | 222        | 422        |
| Aousserd    | 10 704 | 5 822      | 5 832      |            |
| Tichla      | 13 127 | 5 743      | 6 036      | 1 228      |
| Zoug*       | 12 739 | 0          | 833        | -          |

*Em 2014 a comuna estava localizada fora da área controlada pelas forças Marroquinas.

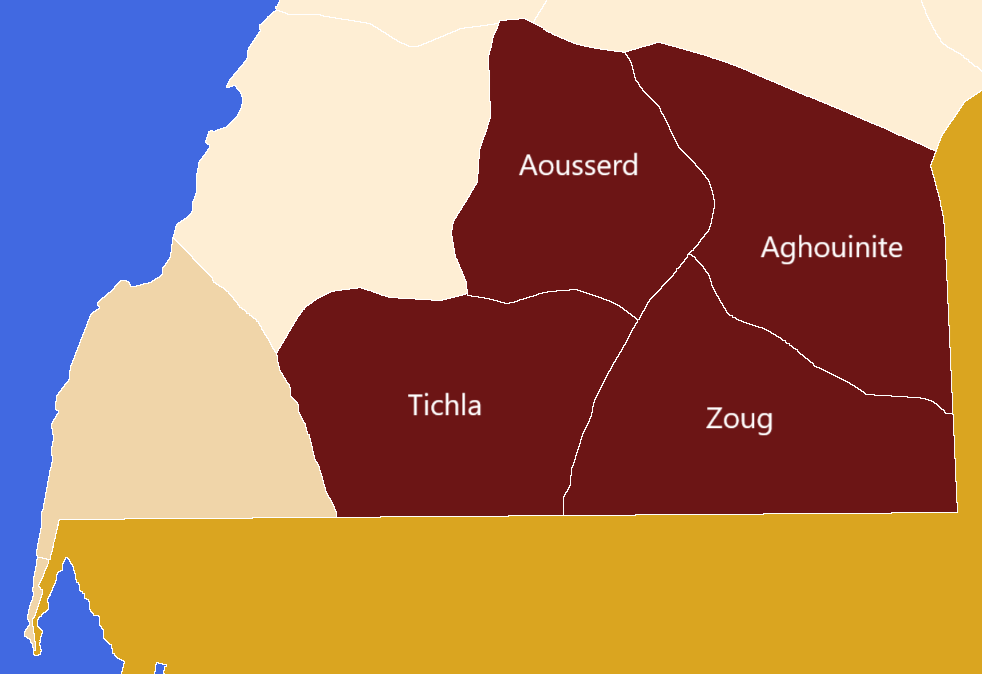
As comunas que constituem o circulo de Aousserd.

Círculo de Bir Gandouz
Círculo constituído por 1 comuna, tinha 4.625 habitantes em 2014.
|             | Área   | Habitantes em | Habitantes em |
| Comunas     | em km² | 2014          | 2004          |
| ----------- | ------ | ------------- | ------------- |
| Bir Gandouz | 11 031 | 4 625         | 3 864         |

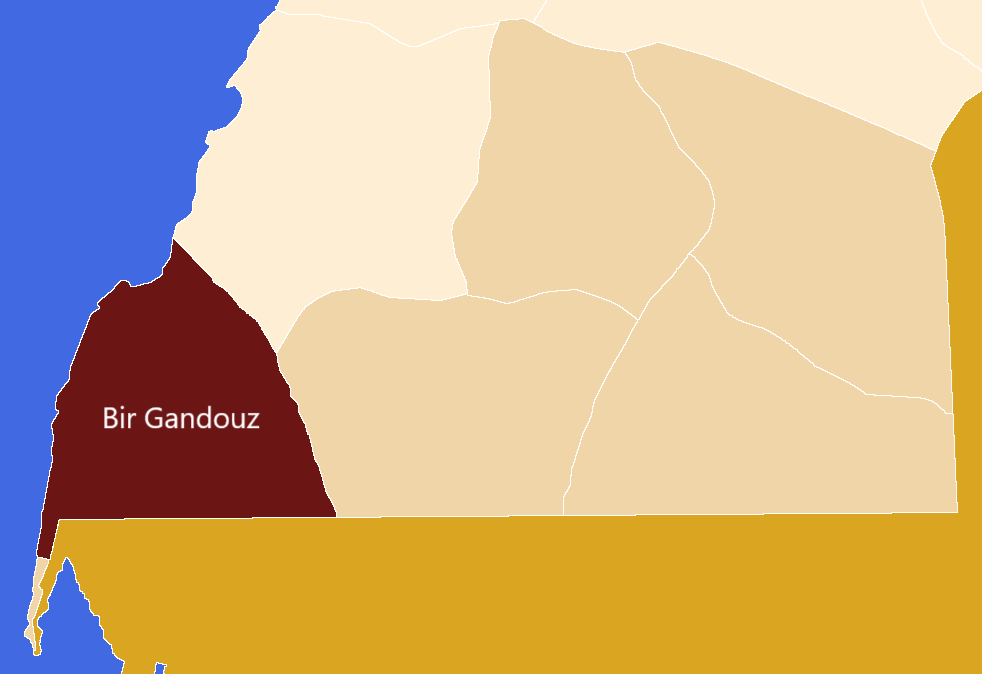
As comunas que constituem o circulo de Bir Gandouz.